# 33412 Arjunsubra
33412 Arjunsubra è un asteroide della fascia principale. Scoperto nel 1999, presenta un'orbita caratterizzata da un semiasse maggiore pari a 2,3053480 UA e da un'eccentricità di 0,1952144, inclinata di 3,97497° rispetto all'eclittica.